# Zeuctoboarmia corolla
Zeuctoboarmia corolla là một loài bướm đêm trong họ Geometridae.